# Anisomelia flavisecta
Anisomelia flavisecta là một loài bướm đêm trong họ Geometridae.